# The Maid of Belgium
The Maid of Belgium (o A Maid of Belgium) è un film muto del 1917 diretto da George Archainbaud.

## Trama
Adoree, una giovane belga rimasta traumatizzata dagli orrori della guerra, ha perso la memoria. Una coppia di coniugi americani, gli Hudson, si prende cura di lei e la porta con sé al rientro in patria negli Stati Uniti. Roger, il marito, deve poi partire per un lungo viaggio di affari in Sudamerica. Dopo la sua partenza, sua moglie Claire si rende conto che Adoree è incinta. Poiché la coppia non ha figli, la donna convince Adoree a cederle, quando sarà nato, il bambino fingendo che sia suo. Alla sua nascita, il dottor Thorn avvisa Roger di essere diventato padre. L'uomo torna subito a casa, Ma, nel frattempo, Adoree ha cambiato idea, decidendo di tenersi il figlio. Dopo averlo rapito, scompare. Il cappotto della ragazza, trovato vicino a un lago, fa supporre che sia annegata. Per ritrovarne il corpo e riportarlo a galla, in acqua vengono fatte scoppiare delle bombe. Il rumore delle esplosioni restituisce la memoria ad Adoree che adesso ricorda il suo passato e anche di essere sposata con il visconte Jean de Michelet. Suo marito, venuto negli Stati Uniti per una raccolta fondi per il soccorso belga, si trova in città: ritrovata insperatamente la moglie, il visconte si riunisce felicemente ad Adoree.

## Produzione
Il film, che in origine aveva il titolo The Refugee, fu prodotto dalla World Film. Secondo la pubblicità, alcune scene furono girate nella tenuta di un importante banchiere di New York sul Long Island Sound.

## Distribuzione
Il copyright del film, richiesto dalla World Film Corp., fu registrato il 26 ottobre 1917 con il numero LU11643. Venne anche chiamato A Maid of Belgium e, nel catalogo dei copyright appare con questo titolo.
Distribuito dalla World Film e presentato da William A. Brady, il film uscì nelle sale statunitensi il 14 ottobre 1917 presentato in prima a New York.
Non si conoscono copie ancora esistenti della pellicola che viene considerata presumibilmente perduta.